# Brevet professionnel de la jeunesse, de l'éducation populaire et du sport
Pour les articles homonymes, voir Brevet (homonymie).
Le brevet professionnel de la jeunesse, de l’éducation populaire et du sport (BP JEPS) est un diplôme d'État, de niveau 4 enregistré au Répertoire National des Certifications Professionnelles (RNCP). Ce dernier est délivré au titre d'une spécialité (métier d'animateur socioculturel ou d'éducateur sportif).
Ce diplôme atteste l'acquisition des compétences techniques, éducatives et professionnelles indispensable d'un animateur socioculturel ou d' un éducateur sportif de niveau supérieur dans les domaines des activités physiques, sportives, socio-éducatives ou culturelles. 
Créé en 2001 en France, dans le domaine sportif, et dans le domaine de la jeunesse et de l'éducation populaire (animation socioculturelle), il remplace le brevet d'État d'éducateur sportif (BEES) de 1er degré le brevet d'État d'animateur technicien de la jeunesse et de l'éducation populaire (BEATEP), (créé en 1986) . Les prérogatives des anciens diplômes remplacés par les nouveaux BP sont valables à vie. Avant l'entrée en formation professionnelle, les casiers judiciaires B2, B3 et le FIJAIS sont vérifiés par les services de l'État. Le diplôme permet à son titulaire d'exercer une profession en autonomie complète et réglementée d'éducateur sportif ou d'animateur socioculturel ,, telle que :
- Enseigner, initier en autonomie pédagogique une pratique sportive et entraîner jusqu’au premier niveau de compétition (BP JEPS : spécialités sportives) ;
- Animateur socioculturel et socio-éducatif généraliste avec une fonction de directeur en accueil collectif de mineurs[7](ACM), (BP JEPS spécialité/mention : Loisirs Tous Publics -LTP-) ;
- Médiateur social et Animateur social dans le champ de l'intervention sociale (BP JEPS  animation sociale). Diplôme co-délivré par le Ministère de la jeunesse et des sports et des affaires sanitaires et sociales ;
- toutes les spécialités du Brevet d'aptitude professionnelle d'assistant animateur technicien (BAPAAT, du CP JEPS niveau III : CAP-BEP), du BP JEPS et du Certificat de qualification professionnelle (CQP) animateur périscolaire permettent d'animer de façon permanente en accueil collectif de mineurs (ACM).

Le titulaire du diplôme du BP JEPS peut se présenter au concours de la fonction publique territoriale (éducateur sportif ETAPS ou  animateur territorial) ou de la fonction publique hospitalière en catégorie B, selon la spécialité et mention du diplôme obtenu.
Chaque diplôme (spécialité et mention) du BP JEPS est créé par un arrêté ministériel et publié au Journal officiel de la République française (JORF) ainsi que sur le site Légifrance, il est également inscrit au RNCP. Pour chaque spécialité/mention du diplôme, figure un référentiel professionnel, de certification et d'épreuves certificatives, disponible sur le site du ministère de la jeunesse et des sports. Certains BP JEPS, sont délivrés par deux ministères de tutelle ex: ministère des affaires sanitaires et sociales, ministère de l'agriculture, etc.

## Spécialités et métiers

### Les spécialités et mentions du sport du BP JEPS

#### Domaine du sport
- Activités aquatiques
- Activités aquatiques et de la natation (AAN)
- Activités de randonnée
- Judo-ju-jitsu
- Activités du cirque
- Activités du cyclisme
- Activités équestres
- Activités gymniques de la forme et de la force (AGFF) mention : Forme en cours collectif, mention : Haltère, musculation et forme sur plateau, mention : activités gymniques acrobatiques, mention : disciplines gymniques d'expression
- Activités nautiques
- Activités pugilistiques : option Boxe, mention Boxe française et savate, mention sport de contact, mention Kick Boxing
- Activités physiques pour tous (APT)
- Activités sports collectifs : (basket-ball, football, volley-ball, rugby, handball)
- Escrime
- Golf
- Lutte et disciplines associées
- Vol libre option : Parapente et deltaplane
- Pêche de loisir
- Patinage sur glace et artistique
- Plongée subaquatique
- Sport automobile

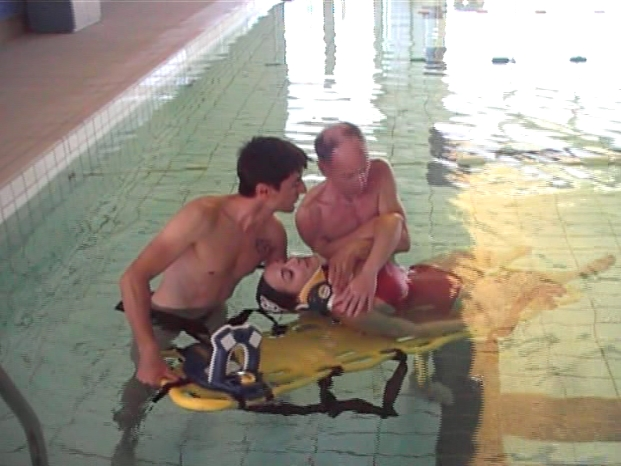
Formation au BPJEPS activités aquatiques et de la natation, module assistance et secours aux victimes (formation de maître nageur sauveteur).
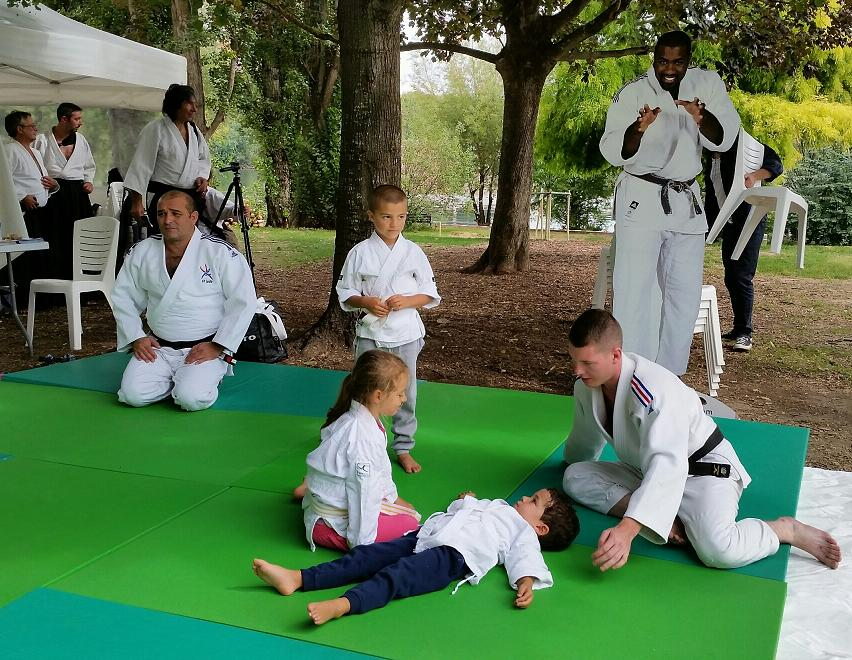
Festival de sports. Les cours sont dispensés par un éducateur sportif diplômé du BPJEPS mention judo.
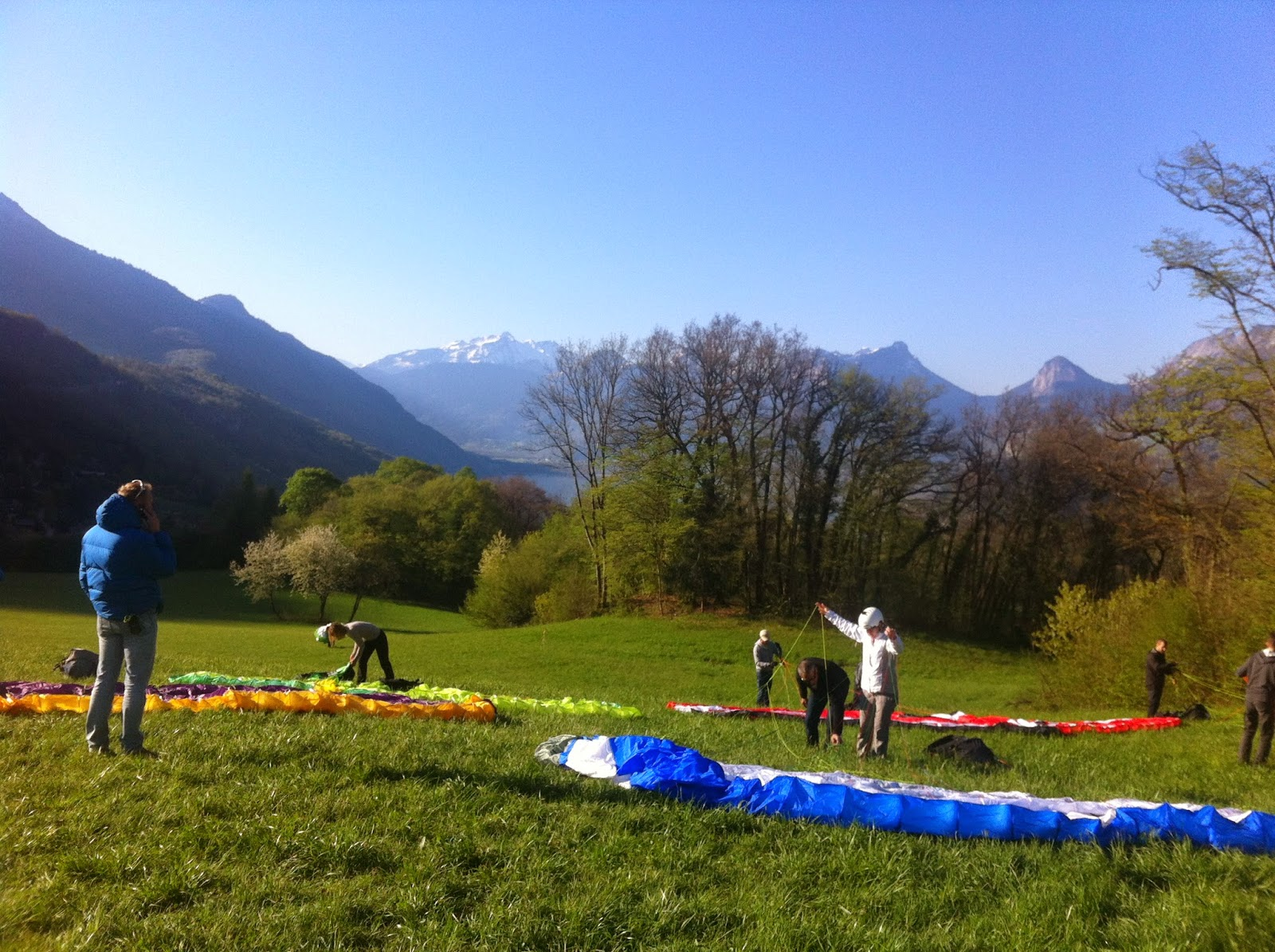
BPJEPS mention Vol libre parapente et deltaplane stagiaires en formation.
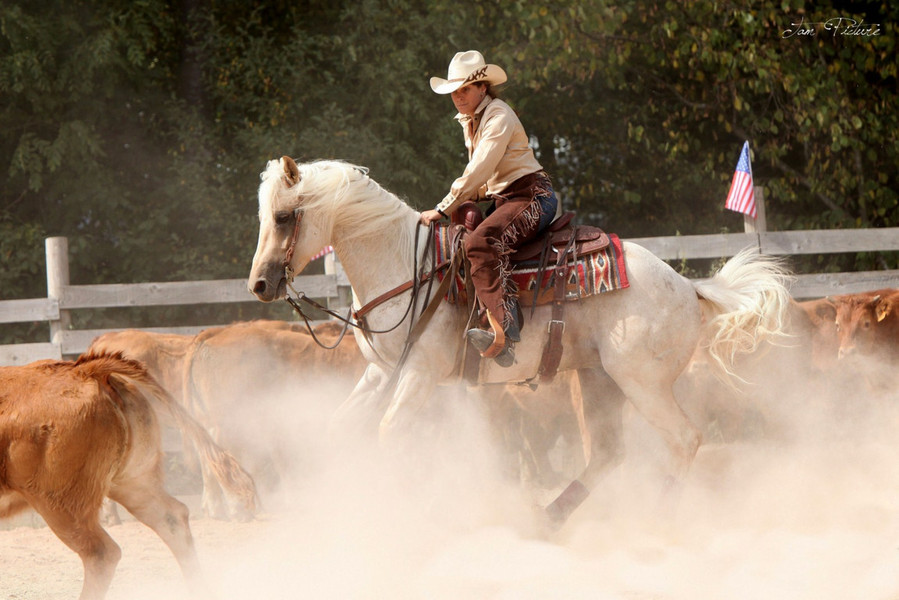
Enseignement, jusqu'au premier niveau de compétition, le moniteur d'équitation peut faire passer des galops et enseigner dans le domaine équestre.
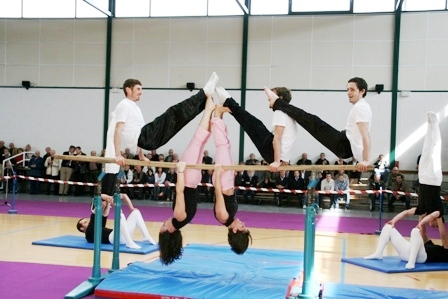
L'éducateur sportif en gym peut enseigner (tous publics) jusqu'au 1er niveau de compétition.

### Les spécialités et mentions de l'animation socioculturelledu BP JEPS

#### Domaine de la jeunesse et de l'éducation populaire
- Loisirs tous publics - LTP [10]
- Éducation à l’environnement vers un développement durable[11]
- Animation culturelle
- Animation sociale[12]

Dans le domaine de l'animation socioculturelle, le BPJEPS a aussi remplacé le BEATEP

### Certificats professionnel complémentaires
Le diplôme d'État du BP JEPS peut être complété par des qualifications supplémentaires, unités capitalisables complémentaires (UCC) et certificats de spécialisation (CS) — qui sont des regroupements de plusieurs UCC.  
En 2016, les UCC et les CS deviennent des certificats complémentaires, cette évolution permettra d'avoir une meilleure lisibilité des diplômes complémentaires des différentes filières. Cette formation, basée sur le principe de l'alternance (cours et employeur), permet aux diplômés d'élargir leurs compétences professionnelles dans le domaine du sport ou de l'animation socioculturelle. Par exemple : activité d'escalade ; sauvetage et sécurité en milieu aquatique ; tir sportif ; tir à l'arc ; animation et maintien de l'autonomie de la personne ; animation et insertion sociale ; direction d'un accueil collectif de mineurs (ACM), etc.

## Formation et épreuves du diplôme
L’accès à la formation est soumis aux PSC 1 (minimum), demande un bon niveau de pratique professionnelle, casier judiciaire et des exigences préalables selon la mention du BP JEPS choisi : conditions de diplômes, certificat médical, et expériences. En deuxième temps, des épreuves de sélection sont organisées par les organismes de formation : test pratique, épreuves écrites (deux  à trois heures en moyenne) et un entretien oral mettant en perspective les motivations du candidat pour la formation et le métier.   

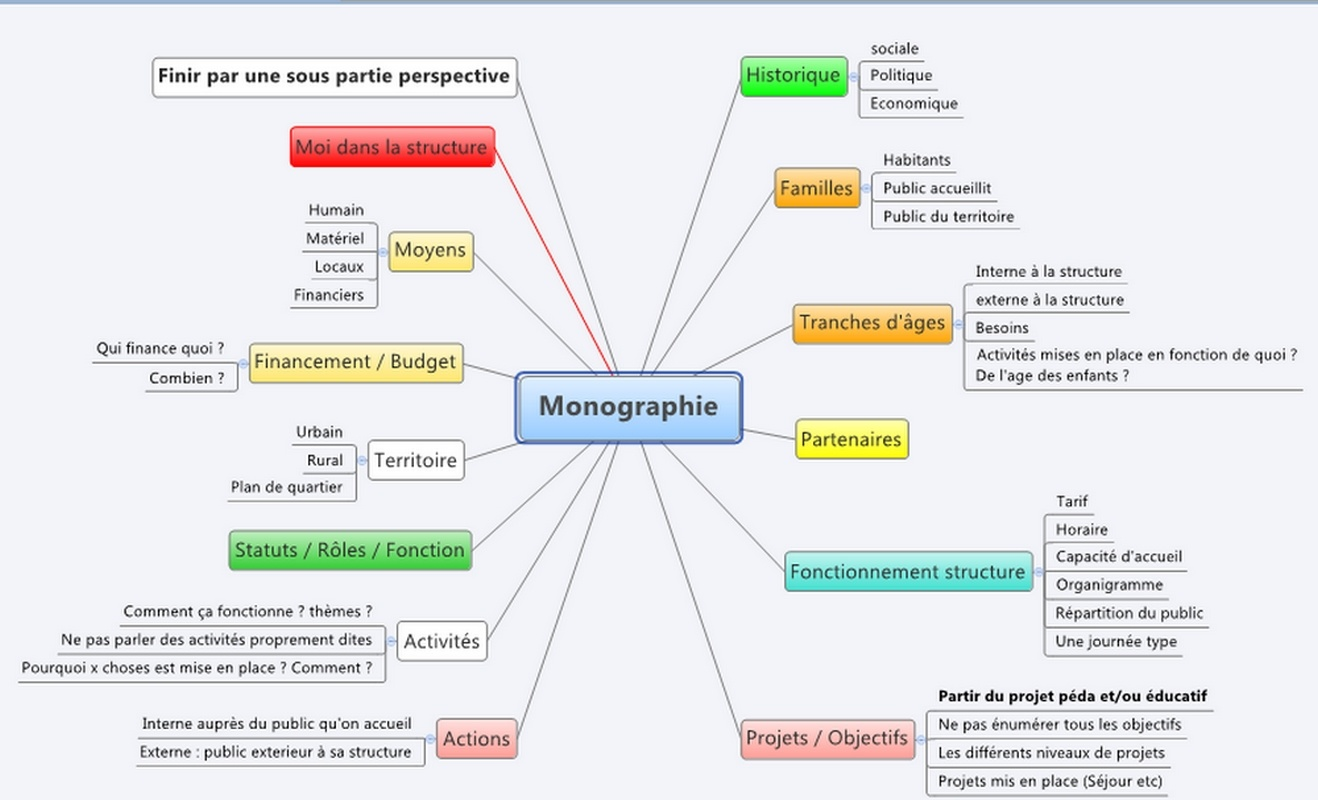
Exemple type de la méthodologie de projet d'animation en BPJEPS (dossier d'environ 20 à 30 pages).

La formation BP JEPS dure en moyenne 18 mois en alternance. Il faut compter à peu près quatre examens à passer sur l'ensemble du cursus. Pour valider ses unités de compétences professionnelles (UC), il faut élaborer des bilans d'environ 20 pages (sans compter les annexes) à soutenir devant un jury. Une épreuve de mise en situation professionnelle (autrement dit le « face à face pédagogique avec son public ») devant un jury fait également partie de l’examen en structure d'alternance.   
Un tutorat (tuteur de stage) est mis en place pour aider à gérer l'alternance et offrir un lien entre la formation et l'action pédagogique sur le terrain professionnel. Le tuteur doit pouvoir justifier d'un diplôme de niveau supérieur ou équivalent dans le domaine sportif ou socioculturel concerné. Le tuteur participe également à une évaluation du parcours professionnel du stagiaire.
Cette formation se déroule en alternance, elle comprend 600 heures minimum de cours et 600 à 1200 heures de pratique sur le terrain. L'obtention du diplôme est conditionnée par la validation de la totalité des UC composant le BP. En cas d'échec à un examen (UC), le stagiaire peut repasser son UC non validée (une seule fois). Au deuxième échec, il devra se réinscrire dans une nouvelle formation et suivre l'intégralité des modules (théoriques et pratiques) concernant son unité de compétence manquante, avant de repasser l'examen. Dans ce dernier cas de figure, le candidat dispose d'un délai de 5 ans maximum pour valider l'intégralité des unités de compétences (UC) manquantes afin d'obtenir son diplôme. Passé ce délai, le stagiaire perd définitivement l'intégralité de ses UC.
Une fois l'ensemble des unités de compétences obtenues et à la fin de la formation, un jury régional du ministère se réunit et décide de la délivrance du diplôme ou non, et peut recaler le stagiaire sur une ou plusieurs étapes.

## Évolution des diplômes en 2016
À compter du 1er septembre 2016, le BP JEPS évolue, une spécialité " animateur " et une spécialité " éducateur sportif " du Brevet Professionnel de la Jeunesse de l'Éducation populaire et du Sport sont créées et le nombre d'unités capitalisables est réduit de 10 à 4 dont deux sont transversales, quelle que soit la spécialité. À l'instar du DEJEPS et du DESJEPS, cette réforme permet de mieux distinguer les différentes filières professionnelles et de renforcer la lisibilité des référentiels. Les référentiels des nouveaux BP JEPS, sont renforcés en compétences et prérogatives professionnelles (voir l'arrêté de création des diplômes sur le site du ministère),.
La quasi-totalité des anciens titulaires du diplôme du BP obtiennent de droit l'équivalence totale des nouveaux BP JEPS.

## Diplôme du BP JEPS spécialité: Éducateur sportif

### Présentation et prérogatives / Technicien du sport
L'éducateur sportif enseigne et encadre une activité sportive en particulier. Ses tâches sont donc naturellement différentes selon la discipline enseignée.
Qu'il enseigne un sport à ses élèves pour le loisir ou en vue d'une compétition, en cours collectifs ou en cours individuels, l’éducateur sportif exerce essentiellement auprès de publics variés (petite enfance, enfants, adolescents, adultes, troisième âge, handicapés, etc.).
Quel que soit son sport de prédilection, l'éducateur sportif est un passionné. Le métier est soumis à des conditions de diplômes.
Les missions de l'éducateur sportif titulaire du BP JEPS sont multiples :
- Il exerce en autonomie son activité professionnelle et éducative :
- il participe ou mène des activités d'encadrement et d'enseignement dans une discipline relevant de sa compétence ;
- il entraîne jusqu'au premier niveau de compétition son public (interrégional voir national selon l'option choisie) ;
- il peut encadrer des éducateurs sportif de niveau inférieur : BAPAAT, CQP, des volontaires ou des bénévoles ;
- il anime ses cours par des exercices à la fois ludiques et formateurs, adaptés au niveau et aux capacités du public auquel il s'adresse, il analyse et corrige les gestes nécessitant plus d'efforts ;
- qu'ils soient débutants ou confirmés, l'éducateur sportif accompagne de façon régulière les pratiquants dans leur progression ;
- il est aussi amené à suivre des tâches de gestion financière, administratives et d'organisation de la structure ;
- selon les mentions choisies, il peut exercer à son compte en tant qu’indépendant ou créer sa structure.

### Contenu de la formation d'éducateur sportif
Modules théoriques et pratiques (+ de 1200 h)
- Anatomie, bio-mécanique, physiologie
- Organisation de l'entraînement
- Technique d'éducation sportive
- Méthodologie de projet
- Psychopédagogie, esprit sportif
- Législation - Réglementation
- Gestion, promotion, communication des APS

Auxquels s'ajoutent :
- Stage de secourisme
- Module pratique
- Athlétisme, musculation, fitness
- Activités sportives diversifiées
- Module de mise en situation professionnelle
- Animation d'une activité sportive obligatoire au sein d'un club, d'un office municipal des sports, d'une association sportive ou autres structures sportives (indispensable pour faire le lien entre cours théoriques et pédagogiques et leur application directe sur le terrain).

## Diplôme du BP JEPS spécialité: Animateur (socioculturel)

### Présentation et prérogatives / Technicien de la jeunesse et de l'éducation populaire

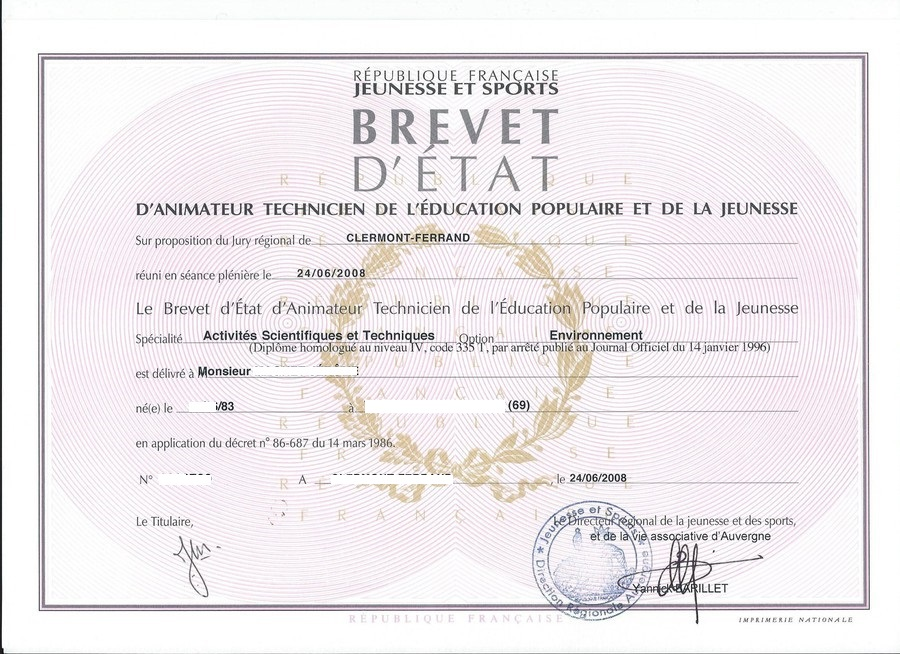
BEATEP remplacé par le BPJEPS Spécialité animateur socioculturel

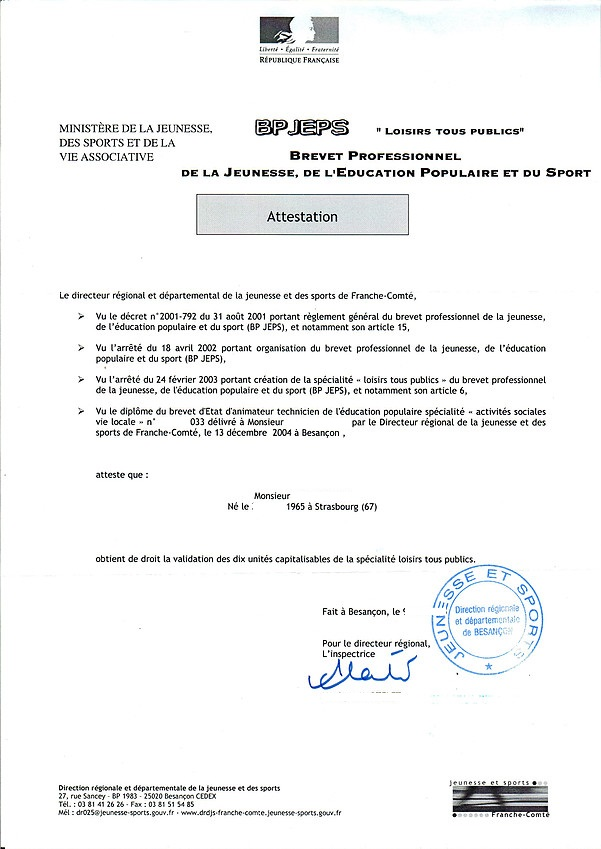
Attestation de diplôme BEATEP.BPJEPS

Les missions de l'animateur socioculturel et socio-éducatif titulaire du BP JEPS sont multiples :  
- Il crée une relation de confiance et assure un service d'écoute ;
- Il organise et encadre la vie quotidienne et collective des mineurs ou des personnes qu'ils accueillent ainsi que les différents temps de vie ;
- Il exerce en autonomie son activité professionnelle, en utilisant un ou des supports dans le champ des activités éducatives, culturelles et sociales dans la limite des cadres réglementaires ;
- Il est responsable de son action au plan pédagogique, technique et organisationnelle ;
- Il conçoit et conduit un projet d'animation et d'initiation sur le long terme en relation avec le projet de la structure, le diagnostic de territoire, les problématiques et besoins du public accueilli. Il peut négocier le financement avec la commune ou un partenaire ;
- Il accompagne les publics dans la réalisation de leurs projets (création et organisation de séjours avec des adolescents, insertion, création de sites internet, manifestations, accès aux loisirs, expositions, mise en valeur du patrimoine, etc.) ;
- Il participe au fonctionnement et à la gestion administrative et financière de la structure ;
- Il peut encadrer tout type de publics, une population de proximité, des publics à besoin particulier et handicapés ;
- Il organise, anime et encadre la vie quotidienne des différents publics ;
- Il peut encadrer des animateurs de niveau inférieur : BAPAAT, CQP, des volontaires ou des bénévoles ;
- Il peut diriger un Accueil collectif de mineurs (ACM) à titre permanent (seul le BP JEPS Loisirs Tous Publics (LTP) intègre ce module de compétences et de certification) ;
- Élaboration d'un projet pédagogique pour la direction d’un ACM (pour le BP JEPS Loisirs Tous Publics seulement) ;
- Les modes d’intervention qu'il/elle développe s’inscrivent dans une logique de travail collectif et partenarial, prenant en compte notamment les démarches, d’éducation à la citoyenneté, de développement durable et de prévention des maltraitances ;
- Il/elle construit des progressions pédagogiques lui permettant d'encadrer des activités éducatives et d’apprentissage ;
- L'animateur socioculturel peut aussi informer les publics sur les mesures sociales, les diriger vers d'autres organismes en fonction de leur besoin, participer à l'alphabétisation, conseiller les personnes en difficulté… Dans certaines situations conflictuelles, il est parfois amené à jouer un rôle de négociateur entre les individus.

Travaillant parfois avec des publics difficiles ou en grande souffrance, l'animateur doit faire preuve de psychologie et de mesure pour aborder les problèmes et les résoudre progressivement.
Ce métier exige de la pédagogie, de la patience, tout particulièrement quand les publics sont des enfants ou des personnes en situation fragile (personne âgée, handicap…).
Le BP JEPS Loisirs Tous Publics comprend une épreuve sur la direction d'un ACM.

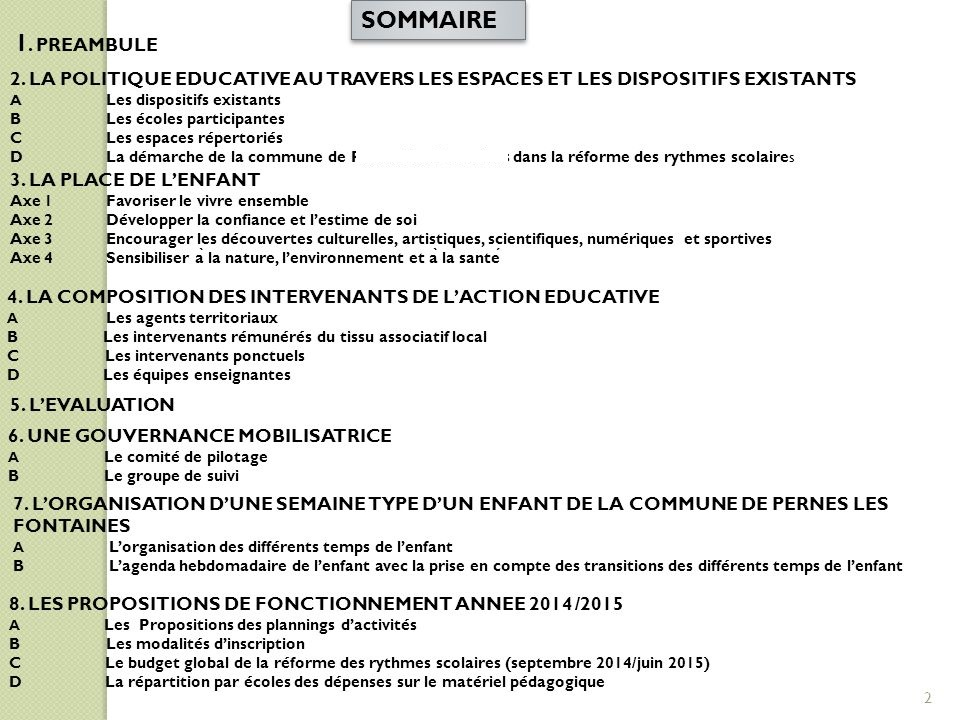
Projet pédagogique rédigé par un animateur professionnel ayant une fonction de directeur (diplômé du BP JEPS Loisirs tous publics "LTP") sur un ACM, accueil de loisirs périscolaire.

### Contenu de la formation d'animateur socioculturel

#### Modules pratiques et théoriques (+ de 1200 h)
- Étude des différents courants pédagogiques et des pédagogues ;
- Psychologie et connaissance du public ;
- Organisation et encadrement de la vie quotidienne ;
- Méthodologie de projet ;
- Technique d'animation ;
- Éducation populaire ;
- Sociologie ;
- Législation, réglementation ;
- Direction d'un accueil collectif de mineurs (ACM) permanent pour la spécialité du BP JEPS « Loisirs tous publics » (LTP) ;
- Élaboration d'un projet pédagogique pour la direction d'un ACM (pour le BP JEPS Loisirs Tous Publics seulement) ;
- Analyse de la pratique ;
- Concevoir et conduire un projet d'animation à long terme de niveau BP JEPS (aspect institutionnel, pédagogique, administratif, partenariats éducatifs, culturels et financiers, communication interne, externe à la structure, contribution au fonctionnement d'une structure ou d'un service...) ;
- Élaboration de nombreux documents (projets pédagogiques, comptes rendus, bilans qualitatif et quantitatif, bilans d'activité… ).

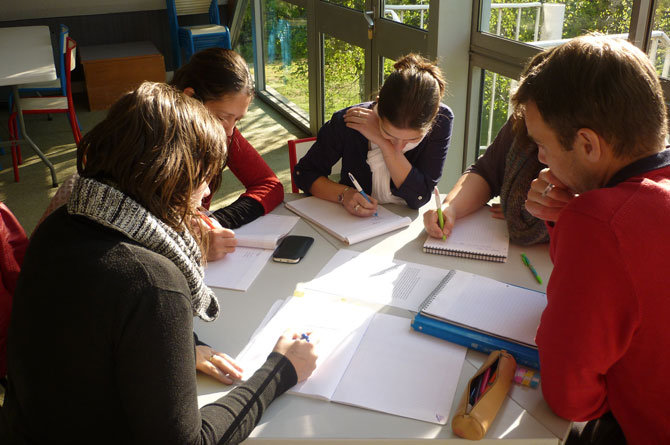
Stagiaires BPJEPS Loisirs tous publics en formation au module sur la direction permanente d'un accueil collectif de mineurs (ACM).
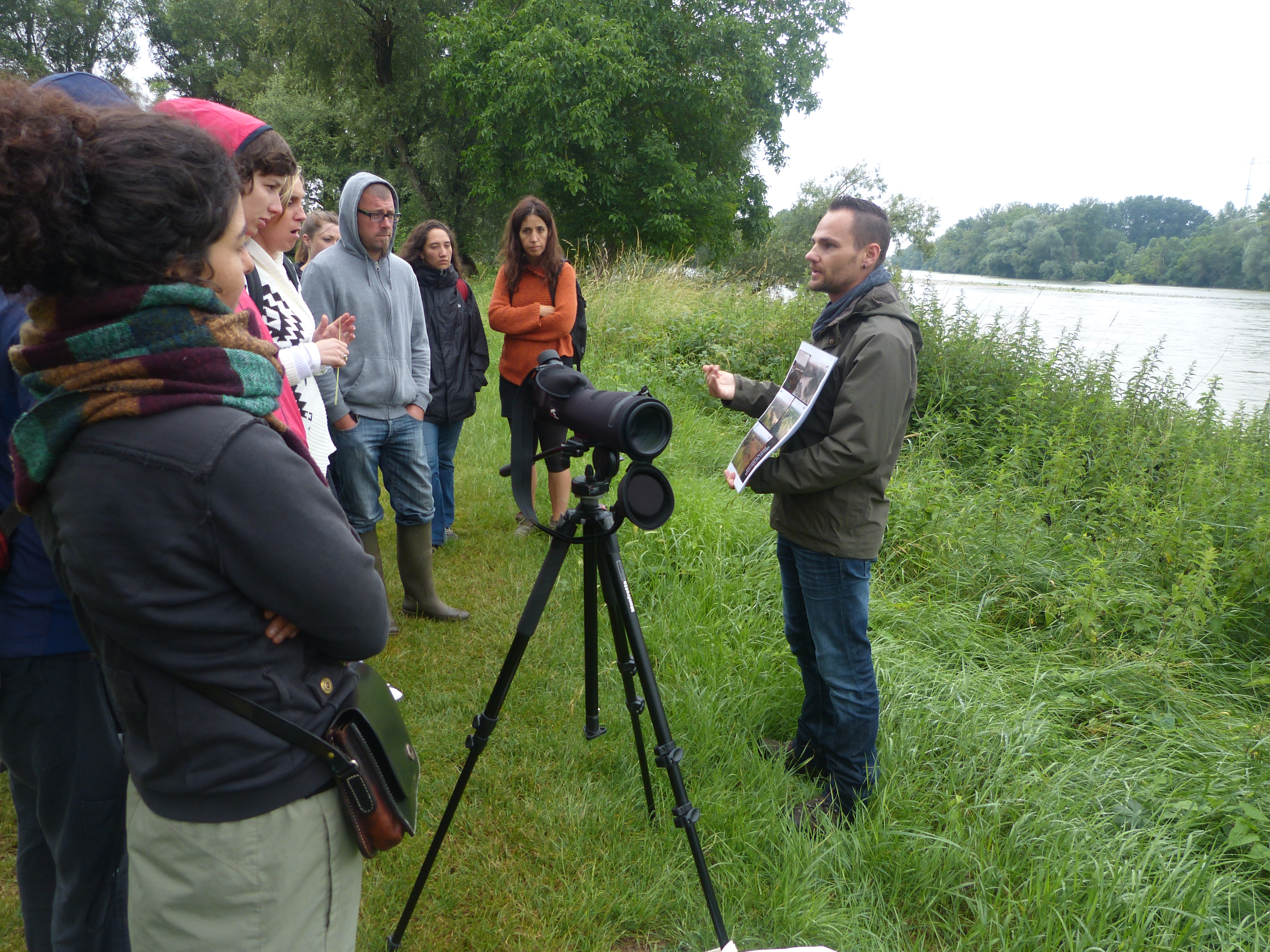
Stagiaire en formation au BPJEPS mention éducation à l'environnement et au développement durable. Le module de formation sur une semaine traite en particulier de l'eau et du milieu naturel, dans une démarche expérimentale. Il vise également à comprendre les logiques de territoire, ses enjeux et ses acteurs.
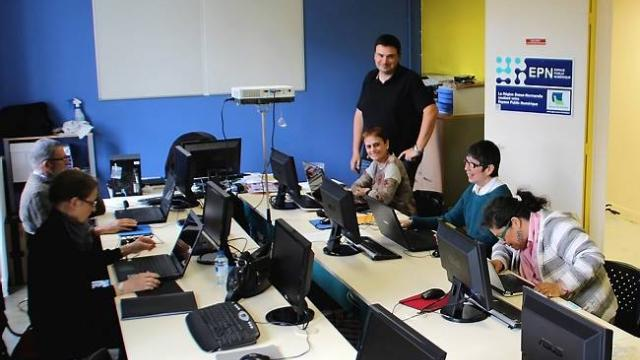
Un animateur socioculturel diplômé du BP JEPS initie à l'informatique son public (Technique de l'Information et de la Communication TIC).
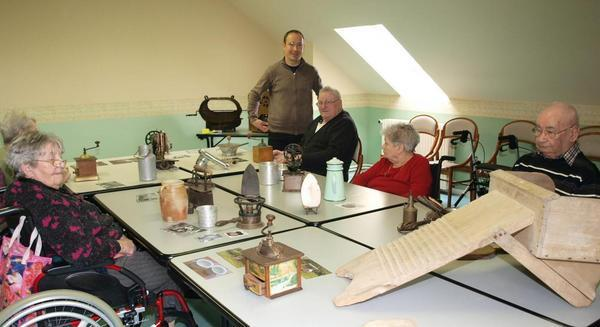
Un animateur diplômé BP JEPS organisent et diriges les ateliers « réminiscence » régulièrement mis en place avec des intervenants bénévoles
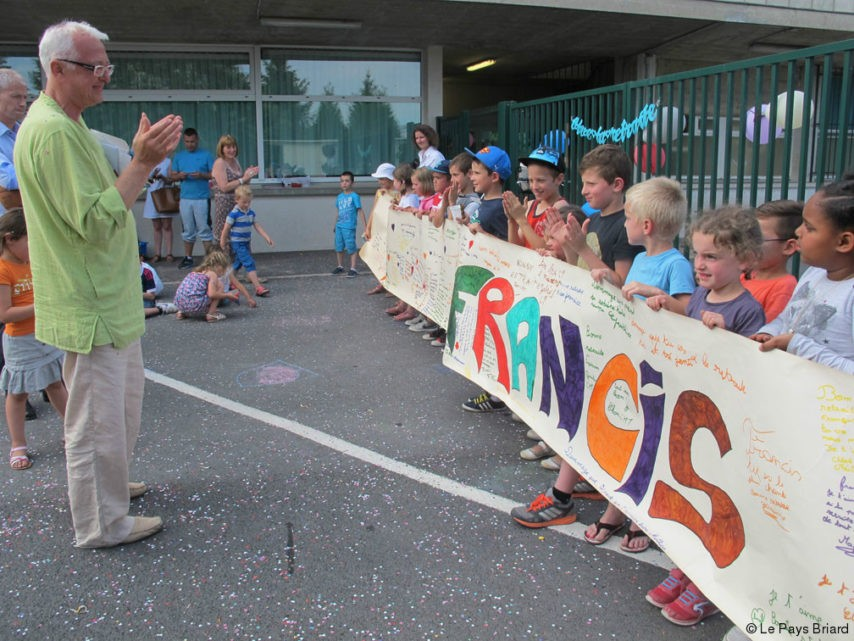
Départ à la retraite d'un directeur d'accueil de loisirs de 65 ans